# Eudiómetro

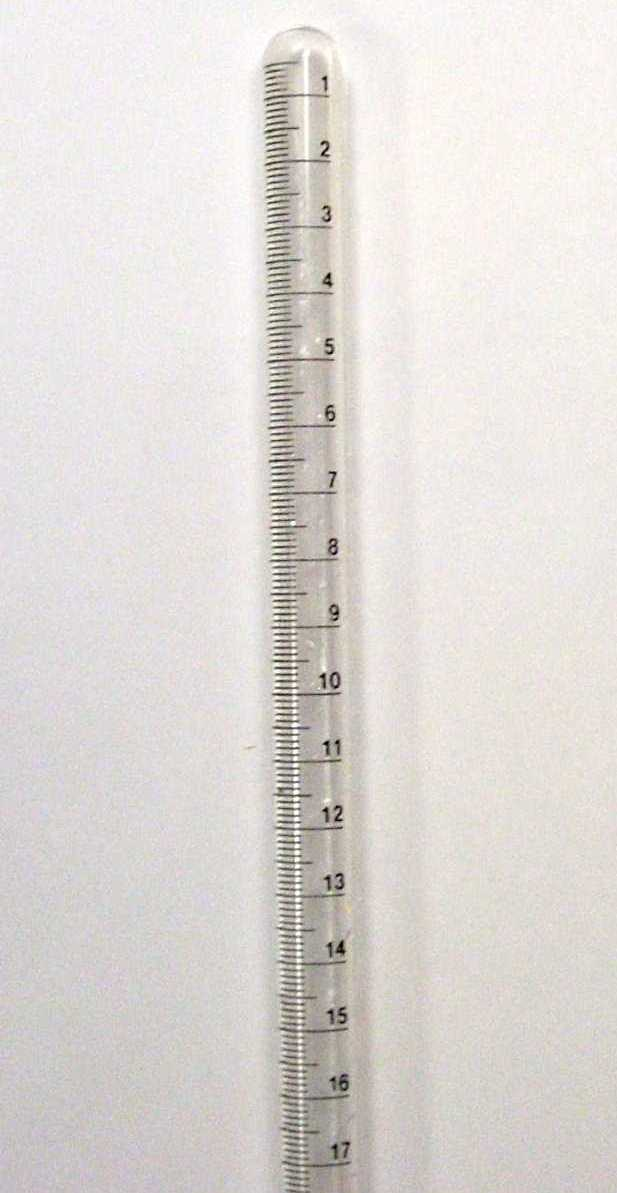
Un eudiómetro.

Un eudiómetro es un instrumento de laboratorio que mide el cambio del volumen de una mezcla de gas después de una reacción física o química.
Dependiendo de la reacción que se está midiendo, el dispositivo puede tomar varias formas. En general, es similar a una probeta, y se encuentra comúnmente en dos tamaños: 50 ml y 100 ml. Está cerrado en el extremo superior con el extremo inferior sumergido en agua o en mercurio. Las trampas de líquido de una muestra de gas en el cilindro, y la graduación permite que el volumen del gas cambie. Para algunas reacciones, dos alambres de platino (que se elegirá a su no reactividad) se sitúan en el extremo cerrado de modo que una chispa se puede crear entre ellos. La chispa puede iniciar una reacción en la mezcla de gases y la graduación en el cilindro se puede leer para determinar el cambio en el volumen resultante de la reacción. El uso del eudiómetro es muy similar a la del barómetro original, excepto que el gas se desplaza dentro de un poco de líquido que se utiliza.

## Nombre
El nombre "eudiómetro" viene de la raíz griega eúdio que significa claro o leve. Debido a que el eudiómetro fue utilizado originalmente para medir la cantidad de oxígeno en el aire, la raíz eúdio describe adecuadamente el aparato.

## Historia
En 1772, Joseph Priestley experimentó con gases utilizando su propio canal neumático, en el que el mercurio en lugar de agua, los gases que atrapan que fueron por lo general solubles en agua. A partir de estos experimentos de Priestley se le atribuye el descubrimiento de muchos gases como el oxígeno, cloruro de hidrógeno y amoníaco. También descubrió una manera de encontrar la pureza o la "bondad" del aire con las pruebas de aire nitroso. Esta prueba se llevó a cabo mediante la mezcla de gas nitroso con una muestra de otro gas y la captura en el valle de neumáticos, en esencia, mayor será la disminución en el volumen. Henry Cavendish utilizó un dispositivo similar para determinar la fracción de oxígeno en la atmósfera de la Tierra.
Es a partir de estos experimentos que el profesor Marsilio Landriani se inspiró para crear una herramienta más útil en la medición de la "salubridad" de aire. En 1775, Landriani inventó el eudiómetro y lo utilizó para llevar a cabo sus propios experimentos. A partir de estos experimentos Landriani teorizó sobre el temperamento de ciertos gases de la atmósfera y más tarde publicó un artículo titulado fisiche Ricerche intorno alla salubrità dell'aria [Investigaciones físicas sobre la salubridad del aire]. Aunque muchas de sus conclusiones no son correctas, su invención fue la piedra angular para el eudiómetro moderno.
Aunque la invención del eudiómetro se atribuye generalmente a Marsilio Landriani, fue verdaderamente desarrollado por el conde Alessandro Volta (1745-1827), físico italiano que es bien conocido por sus contribuciones a la batería eléctrica y la electricidad., Además de su función como instrumento de laboratorio, el eudiómetro también es conocido por su papel en la pistola de Volta. Volta inventó este instrumento en 1777 con el fin de comprobar la "bondad" del aire, el análisis de la inflamabilidad de los gases, o para demostrar los efectos químicos de la electricidad. La pistola Volta ha tenido un tubo de vidrio que fue cerrado en la parte superior, como un eudiómetro. Dos electrodos fueron alimentados a través del tubo y produjo una chispa dentro del tubo. El uso inicial de Volta de este instrumento fue para el estudio de los gases de pantano, en particular. Una chispa podría ser introducida en la cámara de gas por medio de electrodos, y posiblemente catalizar una reacción con la electricidad estática. Si los gases son inflamables, estos aumentan la presión dentro de la cámara de gas. Esta presión sería demasiado grande y finalmente hace que el corcho en el aire salga disparado. La pistola de Volta fue hecha con vidrio o metal, sin embargo debido a la electricidad el vidrio era vulnerable a la explosión. De amplios estudios de Volta en la medición y la creación de altos niveles de corrientes eléctricas causó la unidad eléctrica, el voltio, que lleva su nombre.

## Aplicaciones
Las aplicaciones de un eudiómetro incluyen el análisis de gases y la determinación de las diferencias de volumen en las reacciones químicas. Para utilizar un eudiómetro, se llena con agua, en posición invertida de modo que su extremo abierto se enfrenta a la tierra (mientras mantiene el extremo abierto de manera que no se escapa el agua), y luego sumergidas en agua. Una reacción química se lleva a cabo a través del cual se crea el gas. Un reactivo está típicamente en la parte inferior del eudiómetro (que fluye hacia abajo cuando se invierte el eudiómetro) y el otro reactivo se suspende en el borde del eudiómetro, normalmente por medio de un alambre de platino o de cobre (debido a su baja reactividad). Cuando se libera el gas creado por la reacción química, debe elevarse en el eudiómetro a fin de que el experimentador puede leer con exactitud el volumen del gas producido en un momento dado. Normalmente, una persona podría leer el volumen cuando se complete la reacción. Este procedimiento se sigue en muchos experimentos, incluyendo un experimento en el que se determina experimentalmente la ley de los gases ideales.
El eudiómetro es similar en estructura al barómetro. Del mismo modo, un eudiómetro utiliza el agua para liberar el gas en el tubo, convirtiendo el gas en una cantidad visible y mensurable. Una correcta medición de la presión en el desarrollo de estos experimentos es crucial para los cálculos implicados en la ecuación {\displaystyle PV=nRT}, porque la presión puede cambiar la densidad del gas.